# 자유경제영토
자유경제영토(free economic territories, FET), 경제자유구역(Free economic zones, FEZ), 또는 자유구역(free zone, FZ)은 여러 국가의 무역 및 통상 관리국에서 지정한 경제특구(SEZ) 등급이다. 이 용어는 기업이 경제 활동을 장려하기 위해 매우 가볍게 또는 전혀 세금을 내지 않는 영역을 지정하는 데 사용된다. 과세 규칙 및 의무는 각 국가에서 결정한다. 보조금 및 상계 조치(SCM)에 관한 세계 무역 기구(WTO) 협정은 자유 지역의 조건과 혜택에 대한 내용을 담고 있다.
일부 특별 경제 구역은 자유항이고 한다. 때때로 그들은 역사적으로 트리에스테의 자유항과 같은 우호적인 관세 규정을 부여받았다.

## 정의
이 정의는 관세 절차의 간소화 및 조화에 관한 국제 협약(개정 교토 협약)에서 "자유 지대"라는 용어를 사용한다는 의미로 이해해야 한다. 일반적으로 수입 관세 및 세금에 관한 한 관세 영역 밖에 있는 것으로 간주된다.”

## 역사
특별 경제 구역의 초기 유형은 자유항이었으며 역사적으로 유리한 관세 규정이 부여되었다. 현대에 이르러 자유항은 라돌(LADOL)과 같은 특정 유형의 경제특구를 의미하게 되었다.
세계의 모든 "자유항"은 유엔 안전 보장 이사회의 16차 결의안 서명(1947년 1월 10일)과 평화 조약의 서명으로 트리에스테 자유항을 제외하고 각 국가에서 허용되었다. 이탈리아와의 조약(1947년 2월 10일, 1947년 9월 15일 비준)은 영토적으로 유엔 자체의 주권 아래 놓였다. 부속서 8, 3조 2항에 인용된 바와 같이: "어떤 국가의 배타적 관할 하에 있는 자유항에 특별 구역을 설정하는 것은 자유영토 및 자유항의 지위와 양립할 수 없다." 예를 들어 트리에스테(Trieste)의 유엔 자유항의 치외법권 자유구역에 "항구에 관한 이탈리아법"을 적용하여 모든 실제 영토 양보가 무효라는 효과를 낼 수 없었다.
1954년에 트리에스테의 자유 영토는 해체되어 이웃인 이탈리아와 유고슬라비아에 주어졌다.

## 같이 보기
- 경제자유구역
- 보세구역
- 아시아의 네 마리 용